# 神の国運動
神の国運動（かみのくにうんどう）とは、エルサレム会議の精神の継続を目的とした運動である。
1929年の日本基督教連盟の協議会で、エルサレム会議の精神を継続するエキュメニカルな訴えがなされた。これに応じて賀川豊彦が神の国運動を提唱し、日本基督教会牧師の富田満が委員長に就任した。
日本組合基督教会の牧師海老沢亮が中央幹事に就任し、賀川豊彦とコンビを組んで全国伝道に尽力した。
この運動は農民福音学校に力を入れ、農民に技術供与をするなど幅広い社会活動を行った。

## 関連文書
- 『農民福音學校の理論と實際（The principles and practice of the Farmer's Gospel School ）』 富田満編 神の國運動事務所1931年7月
- 『神の國運動とは何ぞや』海老澤亮述　富田滿編 神の國運動事務所 1931年3月
- 『神の國運動指針（第1、第2、第3）全國協議會記録あり』富田滿編輯 神の國運動事務所 1929年
- 『神の國運動宣言書』富田滿著 神の國運動事務所 1929年12月